# Ivy Mike

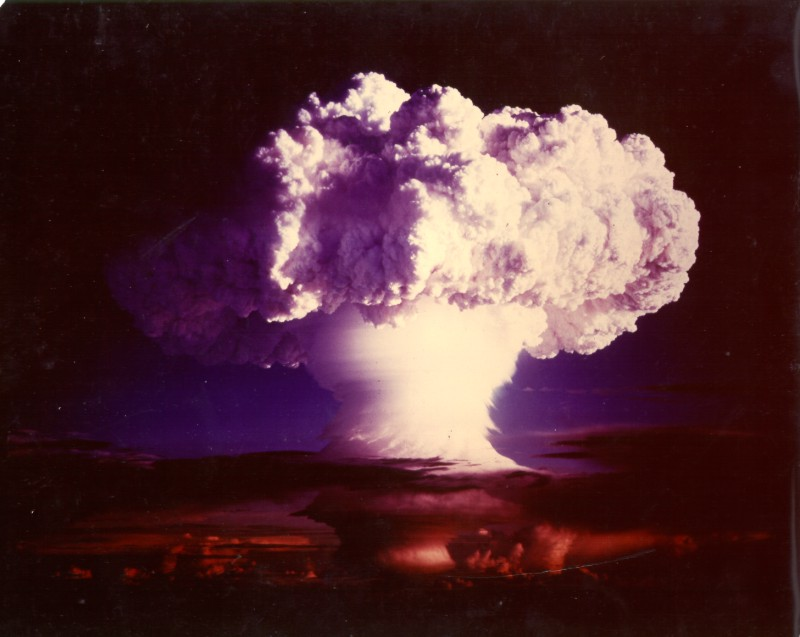
Grzyb atomowy powstały w wyniku eksplozji Ivy Mike

Ivy Mike – nazwa kodowa (kryptonim) nadana pierwszej na świecie, próbnej eksplozji termojądrowej przeprowadzonej 1 listopada 1952 roku na atolu Eniwetok należącym do Stanów Zjednoczonych. Była to pierwsza eksplozja przeprowadzona w ramach Operacji Ivy. Moc wybuchu wynosiła 10 megaton.